# ベリングキャット
ベリングキャット（英語: Bellingcat）は、オランダに本拠を置く調査報道機関およびそのウェブサイトである。ウェブサイトやSNSで公開されている情報を収集・分析するオープン・ソース・インテリジェンスを特徴とし、ハッキングや秘密の情報源は使わない方針をとっている。

## 概要
2014年7月にイギリス在住のエリオット・ヒギンズが開設した。名称はイソップ寓話「ネズミの相談」（英語: Belling the Cat）にちなむ。
18人の常勤スタッフのほか、協力するボランティアが多数おり、彼らに情報の収集・分析に使えるツールを提供したり、ワークショップを開いたりしている。欧州連合（EU）などの助成金や個人・法人の寄付で経費を賄っているが、運営は独立・非営利を方針としている。2022年ロシアのウクライナ侵攻ではロシア連邦に不利な報道が多く、ロシア政府は2022年3月にべリングキャットのサイトを公式サイトを閲覧ブロックリストに追加したが、ヒギンズは中立であることを強調しており、ウクライナ軍によるクラスター爆弾使用疑惑についても調査している。
ヒギンズは仕事やオンラインゲームの傍ら、ペンネームで新聞のコメント欄に投稿するなど時事問題にも関心を抱いていた。2010年末に中東各国でアラブの春が始まると、デモ隊や戦闘員がインターネットに投稿する画像などを分析してブログで公表するようになった。2013年、シリア内戦でクロアチア製兵器がサウジアラビアにより反政府軍に供与されていることを突き止め、これを『ニューヨーク・タイムズ』が採り上げたことで、フルタイムで調査報道に携わることを決意した。

## 報道活動
下記のように、軍事紛争や暗殺事件に関連して、秘密作戦や国家機密、軍事機密に属するような真相を突き止めてスクープしているほか、映像などの一次資料の収集や保存、位置情報確認などの検証を行なう「グローバル認証プロジェクト」に取り組んでいる。
ウクライナ東部紛争の最中に起きた2014年のマレーシア航空17便撃墜事件で、親ロシア派が9K37ブーク地対空ミサイルを旅客機に誤射してしまったことを解明し、これが公的国際捜査機関による起訴につながったことで注目された。
2018年の元ロシア人二重スパイのセルゲイ・スクリパリ暗殺未遂事件では、公開情報や内部告発者から提供されたデータも活用して、関与したロシア連邦軍参謀本部情報総局（GRU）工作員チームを割り出した。2020年のアレクセイ・ナワリヌイ暗殺未遂事件では関与したロシア連邦保安庁（FSB）工作員チームの割り出しをしている。
また、2022年ロシアのウクライナ侵攻についても、戦争法違反である捕虜・民間人への虐待・残虐行為について調査・報道をしている。（ブチャの虐殺、ウクライナ人捕虜への残虐行為を行ったグループの特定、ウクライナの住宅・民間インフラへの精密誘導ミサイル攻撃を管理するロシア軍部隊と兵士33人の特定など）

## 日本のメディアへの露出
2020年5月17日のNHK BSプレミアムのドキュメンタリー番組『デジタルハンター〜謎のネット調査集団を追う〜』で紹介された。
2022年8月14日のNHK総合のドキュメンタリー番組『デジタルウクライナ〜衛星が変えた戦争〜』でも紹介された。